# Jesús Fernández Vaquero
Gregorio Jesús Fernández Vaquero (Turleque, 16 de agosto de 1953 – 24 de março de 2021) foi um professor e político espanhol, pertencente ao Partido Socialista Operário Espanhol. Entre 2015 a 2019, serviu como Presidente das Cortes de Castela-Mancha.

## Biografia
Foi eleito pela primeira vez como deputado nas Cortes de Castela-Mancha, nas eleições regionais de 1999. Foi reeleito para este cargo consecutivamente para mais quatro legislaturas nas eleições de 2003, 2007, 2011 e 2015, durante as quais ocupou todos os cargos no gabinete do parlamento regional.
Em fevereiro de 2012, foi nomeado, por Emiliano García-Page, Secretário da Organização da Organização Territorial do Partido Socialista Operário Espanhol de Castela-Mancha (PSCM-PSOE). Em 18 de junho de 2015, data da constituição da IX Legislatura do Parlamento Regional, foi eleito Presidente das Cortes com os votos de 17 dos 33 deputados. Em 2019, foi sucedido como Presidente das Cortes por Pablo Bellido.
Em 22 de julho de 2019, em sessão plenária, foi escolhido para ser senador no Senado da Espanha por designação das Cortes de Castela-Mancha.
Morreu em 24 de março de 2021, aos 67 anos de idade.